# シムケント
シムケント（カザフ語: Шымкент、ウズベク語: Chimkent / Чимкент、英語: Shymkent または Shimkent) は、カザフスタン共和国の都市。かつては南カザフスタン州（現在はテュルキスタン州へ改名）の州都であったが、2018年6月19日より同州を離脱し州に属さない特別市となった。シムケントの人口は、同国でアルマトイ、アスタナに次いで3番目の都市である。ロシア帝国・ソビエト連邦時代の表記は Чимке́нт(Chimkent)。
トルキスタン・シベリア鉄道が通る交通の要衝あり、ウズベキスタンの首都・タシュケントからわずか120kmである。

## 概要

### 地名の由来
シムケントという名はカザフ語でもウズベク語でも「草原の都市」を意味する。

## 歴史

### シルクロード
- 12世紀に、10km東にあるシルクロードの町サイラム(Sayram)を守るキャラバンサライ(隊商宿)としてできた。

### モンゴル帝国
市場ができ、町の人々と遊牧民の間の交易で成長するも、チンギス・カンに破壊される。
その後コーカンド・ハン国の領土となった。
- 1810年にブハラ・ハン国に組み込まれる。

### ロシア帝国
- 1864年にロシア帝国に組み込まれる。その後も交易で順調な発展を続け、特に馬乳酒で有名となる。

### ソビエト連邦
- ソビエト連邦時代にはウズベク人が住民の大半であったが、政治的理由からカザフスタンに編入された。またグラグが作られ、強制収用された人々でロシア人が急増した。

## 地理

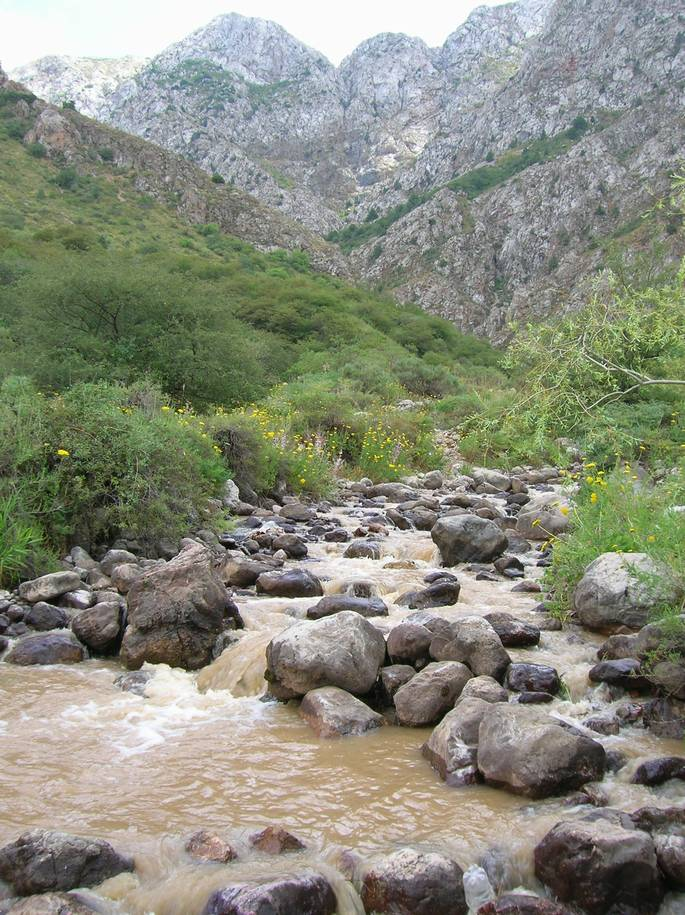
郊外には夏でも雪を抱く4,000mの山が連なる

### 気候
| シムケントの気候       | シムケントの気候 | シムケントの気候 | シムケントの気候 | シムケントの気候 | シムケントの気候 | シムケントの気候 | シムケントの気候 | シムケントの気候 | シムケントの気候 | シムケントの気候 | シムケントの気候 | シムケントの気候 | シムケントの気候 |
| 月                     | 1月              | 2月              | 3月              | 4月              | 5月              | 6月              | 7月              | 8月              | 9月              | 10月             | 11月             | 12月             | 年               |
| ---------------------- | ---------------- | ---------------- | ---------------- | ---------------- | ---------------- | ---------------- | ---------------- | ---------------- | ---------------- | ---------------- | ---------------- | ---------------- | ---------------- |
| 最高気温記録 °C （°F） | 22.2 (72)        | 24.5 (76.1)      | 30.7 (87.3)      | 33.0 (91.4)      | 37.8 (100)       | 43.0 (109.4)     | 44.3 (111.7)     | 42.2 (108)       | 39.2 (102.6)     | 34.4 (93.9)      | 30.5 (86.9)      | 25.4 (77.7)      | 44.3 (111.7)     |
| 平均最高気温 °C （°F） | 4.1 (39.4)       | 6.6 (43.9)       | 12.9 (55.2)      | 19.2 (66.6)      | 25.1 (77.2)      | 30.0 (86)        | 32.7 (90.9)      | 32.1 (89.8)      | 27.2 (81)        | 18.8 (65.8)      | 12.0 (53.6)      | 6.0 (42.8)       | 18.89 (66.02)    |
| 日平均気温 °C （°F）   | −0.7 (30.7)      | 1.6 (34.9)       | 7.6 (45.7)       | 13.6 (56.5)      | 19.1 (66.4)      | 23.7 (74.7)      | 26.3 (79.3)      | 25.3 (77.5)      | 19.9 (67.8)      | 12.3 (54.1)      | 6.4 (43.5)       | 0.9 (33.6)       | 13 (55.39)       |
| 平均最低気温 °C （°F） | −4.8 (23.4)      | −2.7 (27.1)      | 3.0 (37.4)       | 8.3 (46.9)       | 12.9 (55.2)      | 16.7 (62.1)      | 19.1 (66.4)      | 17.9 (64.2)      | 12.8 (55)        | 6.6 (43.9)       | 1.7 (35.1)       | −3.1 (26.4)      | 7.37 (45.26)     |
| 最低気温記録 °C （°F） | −31.1 (−24)      | −28.9 (−20)      | −23.9 (−11)      | −5.0 (23)        | −2.8 (27)        | 5.5 (41.9)       | 7.8 (46)         | 7.0 (44.6)       | −1.1 (30)        | −12.0 (10.4)     | −30.0 (−22)      | −26.1 (−15)      | −31.1 (−24)      |
| 降水量 mm （inch）     | 73 (2.87)        | 70 (2.76)        | 83 (3.27)        | 69 (2.72)        | 56 (2.2)         | 16 (0.63)        | 12 (0.47)        | 4 (0.16)         | 10 (0.39)        | 41 (1.61)        | 67 (2.64)        | 75 (2.95)        | 576 (22.67)      |
| 出典：                 |                  |                  |                  |                  |                  |                  |                  |                  |                  |                  |                  |                  |                  |

### 人口

#### 人口構成
| 民族構成（シムケント市）2015 | 民族構成（シムケント市）2015 | 民族構成（シムケント市）2015 | 民族構成（シムケント市）2015 | 民族構成（シムケント市）2015 |
| ---------------------------- | ---------------------------- | ---------------------------- | ---------------------------- | ---------------------------- |
|                              |                              |                              |                              |                              |
| カザフ人                     | カザフ人                     |                              | 63.78%                       | 63.78%                       |
| ウズベク人                   | ウズベク人                   |                              | 18.78%                       | 18.78%                       |
| ロシア人                     | ロシア人                     |                              | 10.91%                       | 10.91%                       |
| アゼルバイジャン人           | アゼルバイジャン人           |                              | 1.79%                        | 1.79%                        |
| タタール人                   | タタール人                   |                              | 1.19%                        | 1.19%                        |

ウズベキスタンの首都タシュケントまで近いことから、カザフスタンの中で最もウズベク人の割合が高い都市であり、2018年では2割を占める。またロシア人も1割を占めるなど比較的多く、その他アゼルバイジャン人、タタール人、高麗人、ウクライナ人等で構成される多民族都市となっている。

## 対外関係

### 姉妹都市・提携都市
- イズミル, トルコ
- マヒリョウ, ベラルーシ
- グロッセート, イタリア
- パタヤ, タイ王国
- ホジェンド, タジキスタン

## 経済

### 産業
1930年代ごろから鉛の採掘を基盤とした工業が発展した。
精錬工場は1934年または1938年に操業を開始し、銅や鉛などの金属や、赤軍で使用される弾丸の4分の3が生産された。
精錬工場は極度の土壌汚染(鉛、カドミウムなど)が問題になり2008年に一度操業を停止したが、2010年にイギリスの企業Kazakhmysの傘下に入り再び稼働を始めた。
現在は亜鉛、カラクールの織物、医薬品の製造が主に行われている。

## 交通

### 空路

#### 空港
- シムケント国際空港

## 出身関連著名人

### 出身著名人
- カイラト・アシルベコフ (サッカー選手)
- グレゴリー・エゴロフ (棒高跳び選手)
- エレーナ・シャリギナ (レスリング選手)
- ベイブット・シュメノフ (ボクサー)
- オルガ・ドフグン (射撃競技選手)
- アリヤ・ユスポワ (新体操選手)
- カルシャガ・ダウトベック（総合格闘家）